# San Rafael (Bulacan)
San Rafael è una municipalità di seconda classe delle Filippine, situata nella Provincia di Bulacan, nella Regione del Luzon Centrale.
San Rafael è formata da 34 baranggay:
- Banca-Banca
- BMA – Balagtas
- Caingin
- Capihan
- Coral na Bato
- Cruz na Daan
- Dagat-Dagatan
- Diliman I
- Diliman II
- Libis
- Lico
- Maasim
- Mabalas-Balas
- Maguinao
- Maronquillo
- Paco
- Pansumaloc

- Pantubig
- Pasong Bangkal
- Pasong Callos
- Pasong Intsik
- Pinacpinacan
- Poblacion
- Pulo
- Pulong Bayabas
- Salapungan
- Sampaloc
- San Agustin
- San Roque
- Sapang Pahalang
- Talacsan
- Tambubong
- Tukod
- Ulingao